# Nothoscordum altillanense
Nothoscordum altillanense är en amaryllisväxtart som beskrevs av Pierfelice Ravenna och Biurrun. Nothoscordum altillanense ingår i släktet vaniljlökar, och familjen amaryllisväxter. Inga underarter finns listade i Catalogue of Life.